# Ярков, Игорь Николаевич
Игорь Николаевич Ярков (род.  26 октября 1960, Москва) — советский гребец, чемпион СССР (1981) и призёр чемпионата мира (1981) по академической гребле. Мастер спорта СССР международного класса (1981).

## Биография
Родился 26 октября 1960 года в Москве. Начал заниматься академической греблей в возрасте 15 лет в ЦСК ВМФ у Бориса Алёшина. С 1977 года тренировался под руководством Александра Тимошинина.
Наибольших успехов добивался в 1981 году, когда после победы на чемпионате СССР в классе четвёрок парных был включён в состав сборной страны на чемпионате мира в Мюнхене и завоевал серебряную медаль этих соревнований в той же дисциплине. В 1982 и 1983 годах становился серебряным призёром чемпионатов СССР в классе двоек парных.
В 1985 году завершил свою спортивную карьеру. В 1989 году окончил ГЦОЛИФК. С января по декабрь 1990 года работал тренером по академической гребле в спортивно-оздоровительном центре Московского городского совета ВФСО «Динамо». 
В дальнейшем занимался менеджментом и предпринимательской деятельностью в области телерадиовещания. Был одним из основателей, совладельцев и менеджеров радиостанций «Русское радио», «Радио Шансон» и «Страна FM», а также спутникового телеканала «Шансон ТВ».